# راس کرین
راس کرین (انگلیسی: Ross Crane؛ زادهٔ) بازیکن فوتبال است.